# Ото Бихали Мерин
Ото Бихали Мерин (на сръбски: Ото Бихаљи Мерин) е сръбски изкуствовед, критик, писател и художник..

## Биография
Роден е на 3 януари 1904 година в Земун в еврейско семейство.
Учи рисуване в Белградския университет (където става член на Комунистическата партия през 1924 г.), а след това в Обединените държавни училища за свободни и приложни изкуства в Берлин, където започва да публикува критика в разни издания.
Напуска Германия след идването на власт на националсоциалистите през 1933 година, живее във Франция и Швейцария, участва в Гражданската война в Испания, връща се в Югославия през 1939 година.
След Втората световна война е сред водещите югославски изкуствоведи, като публикува много от книгите си на немски. Редактор е на централния вестник „Борба“, орган на управляващата комунистическа партия.
Ползва се с влияние пред комунистическия режим, подкрепя местното наивистично и модернистично изкуство.
Ото Бихали Мерин умира на 22 декември 1993 година в Белград.